# Buslijn 120 (Amsterdam-Utrecht)

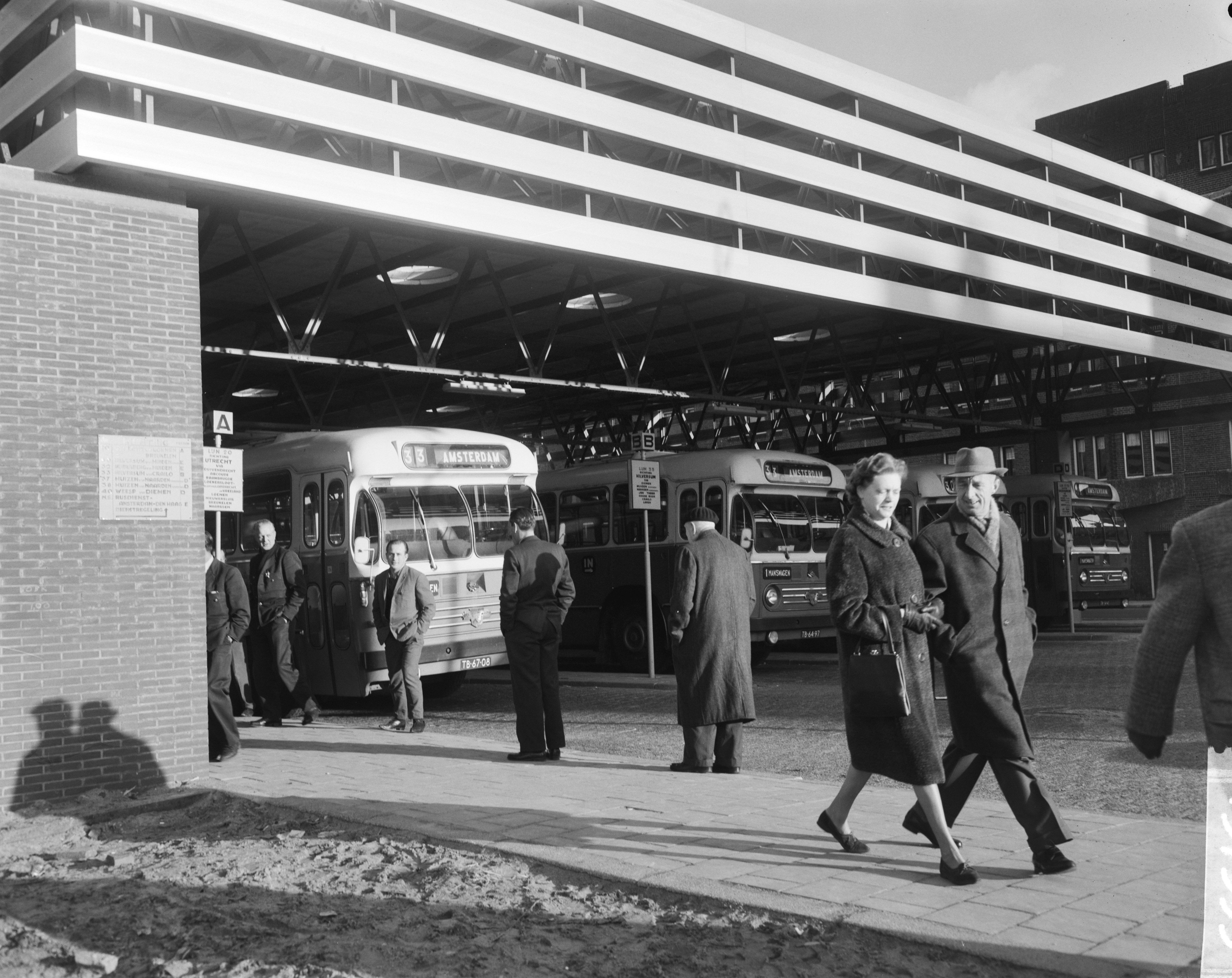
Halteplaats A Busstation van Musschenbroekstraat waar lijn 20 van 1963-1968 vertrok

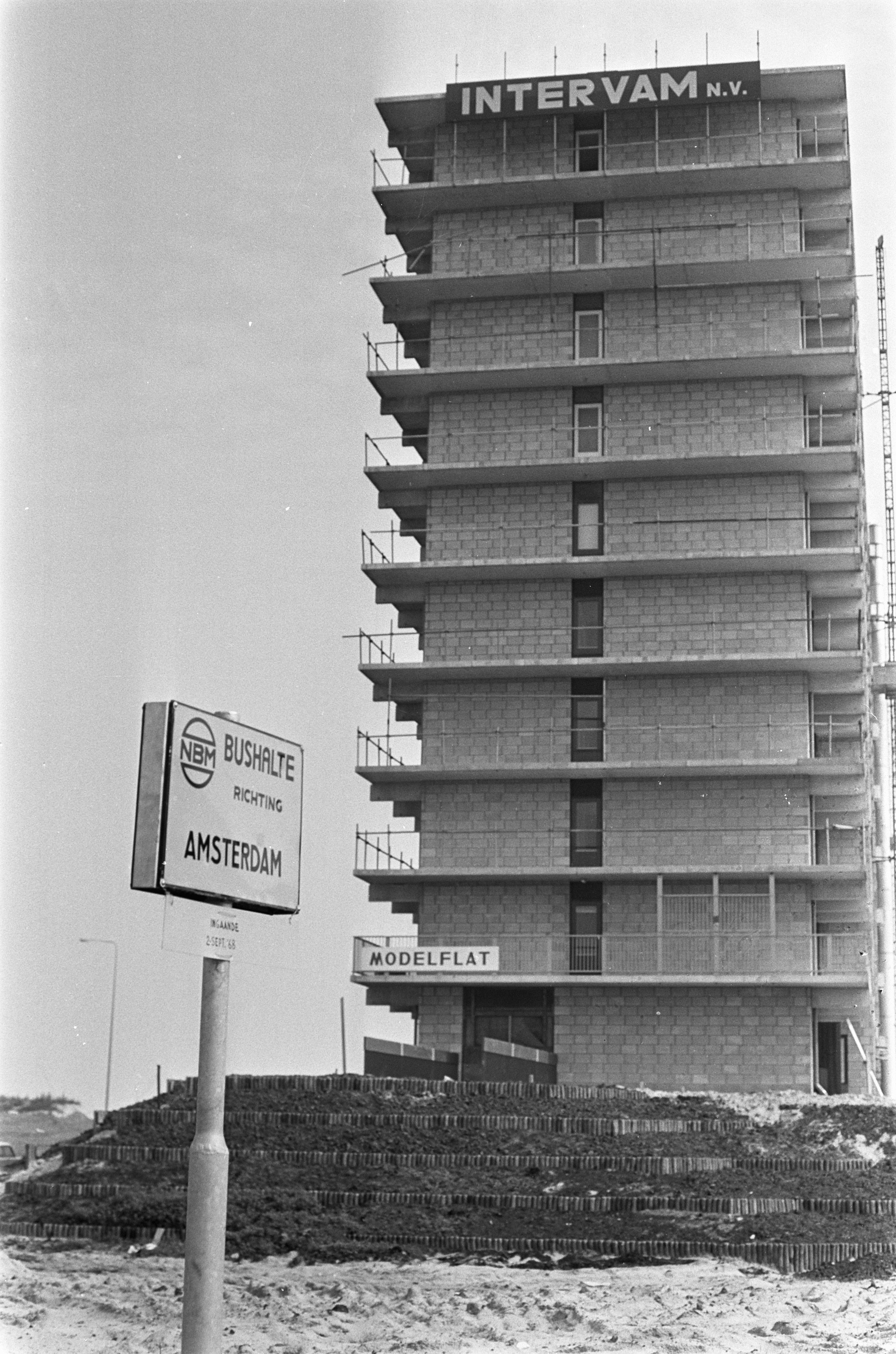
Haltepaal voor opnameplicht Bijlmermeer in 1968

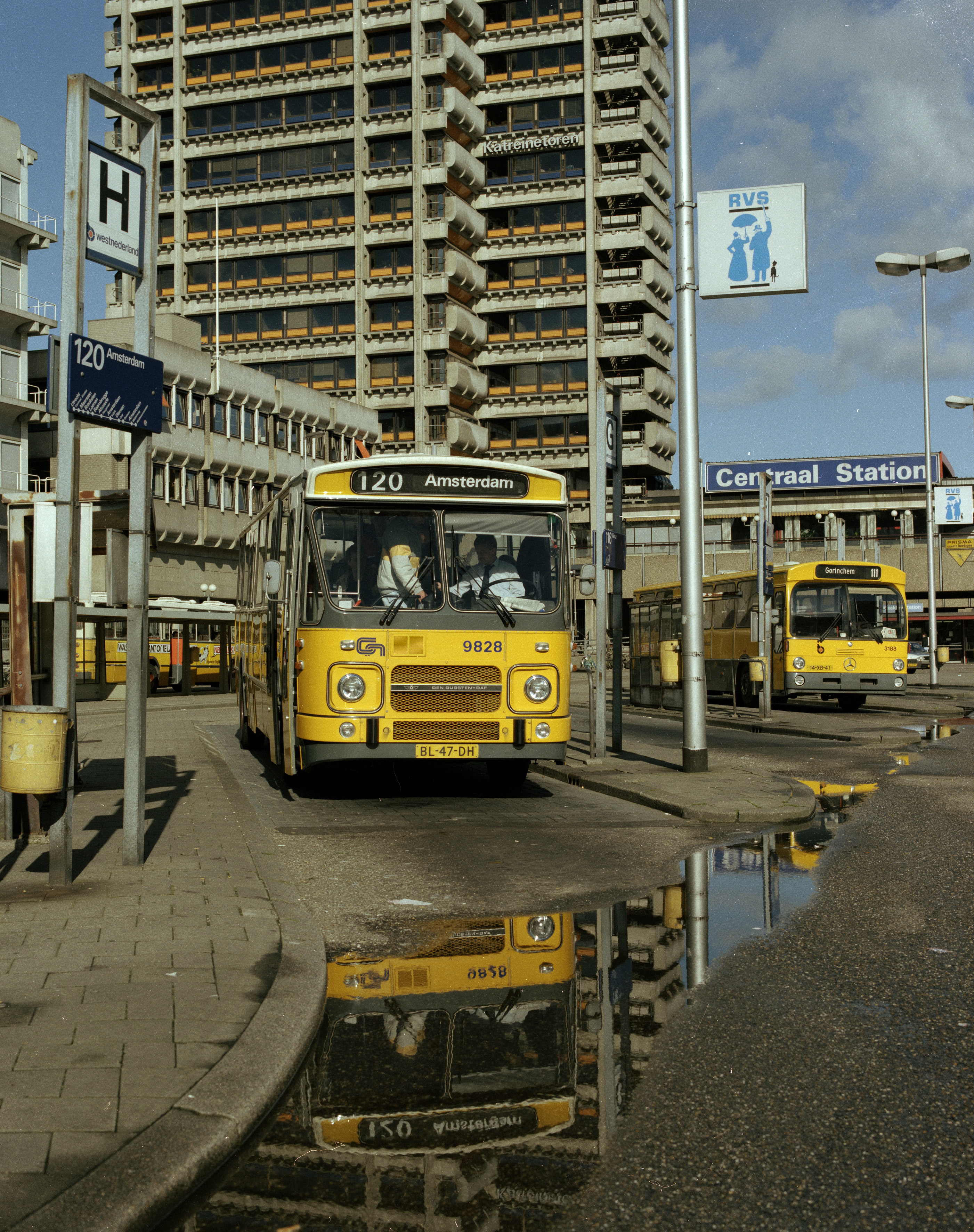
Centraal Nederland DAF/Den Oudsten op het streekbusstation van Utrecht, 1985

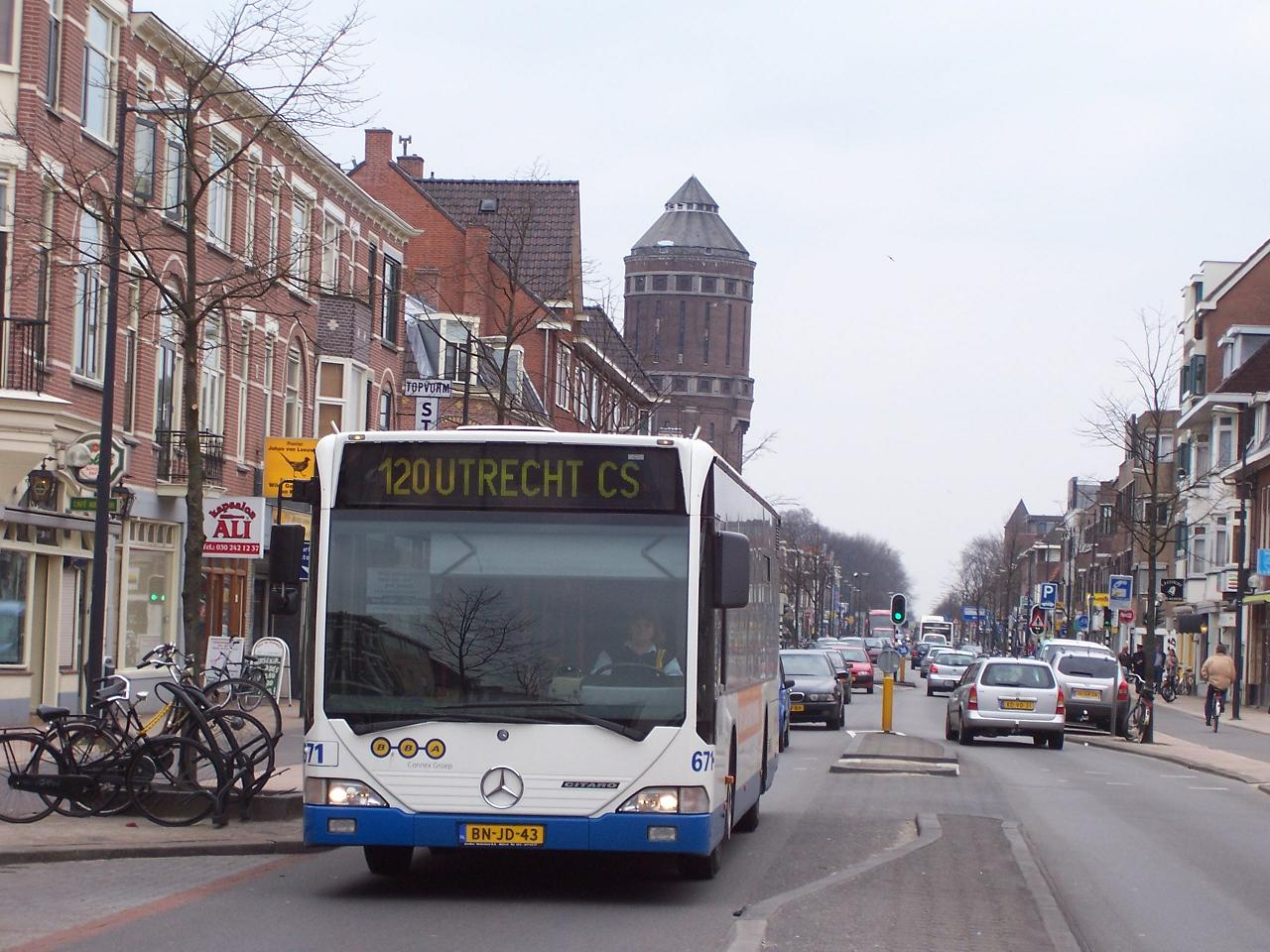
BBA Mercedes Amsterdamsestraatweg Utrecht, 2006

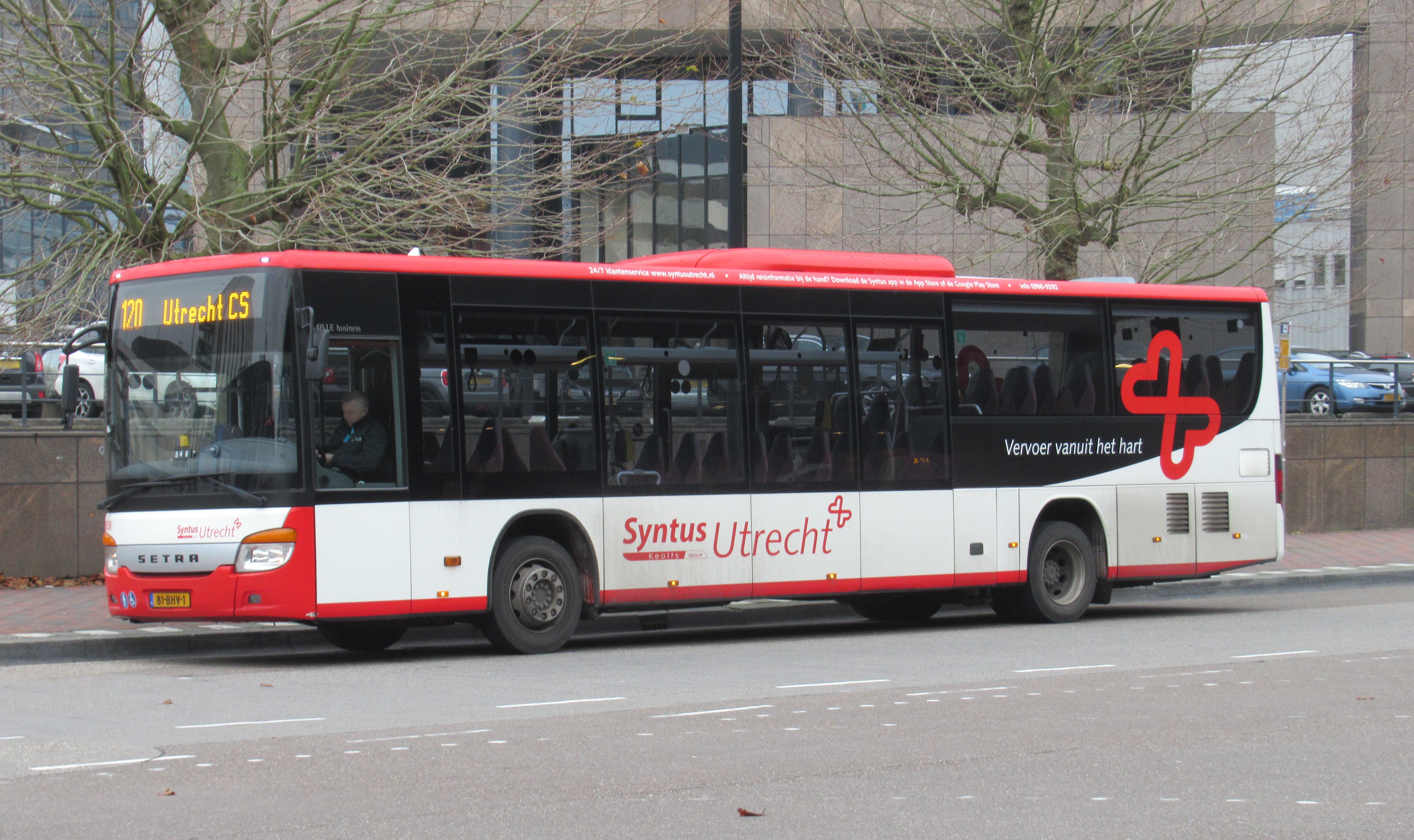
Syntus Setra op Station Bijlmer, 2021

Buslijn 120 is een buslijn van Syntus Utrecht die loopt van station Amsterdam Bijlmer ArenA via Abcoude, Baambrugge, Loenersloot, Loenen, Nieuwersluis, Breukelen en Maarssen naar station Utrecht Centraal.

## Geschiedenis

### Lijn 2
In de jaren 1930 werd door een particulier de lijn Amsterdam-Duivendrecht-Abcoude-Breukelen en door een andere particulier de lijn Breukelen-Maarssen-Utrecht gereden. Door een wijziging in het vergunningenstelsel, waardoor het niet meer mogelijk was om zonder de juiste vergunning een busdienst te laten rijden en waar in een bepaald gebied maar één vervoerder was toegestaan waar door de Commissie Vergunningen Personenvervoer streng de hand aan werd gehouden, werden in 1942 beide lijnen uiteindelijk overgenomen door de Gooische Stoomtram. Deze maatschappij fuseerde in 1944 met de NBM. De lijn werd nu als één lijn 2 gereden en reed voor een groot deel langs de rivier de Vecht en Angstel. Lijn 2 reed van Utrecht Centraal naar het Busstation van Musschenbroekstraat in Amsterdam destijds toen de Bijlmermeer nog niet bestond via de rijksstraatweg door Duivendrecht.

### Lijn 20
In het kader van de hernummering van belangrijke buslijnen bij de NBM werd met de zomerdienst 1958 lijn 2 tot 20 vernummerd en kregen later de kort traject diensten een eigen lijnnummer, vanuit Utrecht (lijn 24 naar Breukelen) en vanuit Amsterdam (lijn 25 naar Abcoude). Samen met lijn 24 kreeg lijn 20 een taak in het Utrechtse stadsvervoer.
Vanaf 2 september 1968 gold er een opnameplicht in de Bijlmermeer tegen NBM tarief. Vanaf 28 september 1968 werden de lijnen 20 en 25 verlegd via de Karspeldreef en Flierbosdreef ten oosten van de eerste (H) buurt van de Bijlmermeer omdat de Rijksstraatweg ten westen daarvan werd gesloten. Tevens gold er toen stadsvervoer tegen het goedkopere GVB tarief binnen de gemeente Amsterdam. Van en naar  het dichter bij de stad gelegen Duivendrecht bleef het hogere NBM tarief gelden. Verder werden beide lijnen via de Oostelijke Eilanden doorgetrokken naar het Centraal Station en verlieten het Busstation van Musschenbroekstraat.
NBM fuseerde in 1973 met Maarse & Kroon tot Centraal Nederland. Lijn 20 werd zowel vanuit Amsterdam als vanuit Utrecht geëxploiteerd. Hierbij werd door elk van de garages de helft van het aantal diensten gereden waarbij de eerste en laatste ritten op de halte Loenen Kerklaan van bus en chauffeur wisselde zodat de Amsterdamse en Utrechtse bussen en chauffeurs geen lange garagerit vanuit Utrecht naar of van Amsterdam en van Amsterdam naar of van Utrecht hoefden te maken. In 1977 bij de opening van de metro kreeg de lijn vanaf Holendrecht een direct non stop route via de Gooiseweg naar het Centraal Station. Lijn 25 bleef ongewijzigd als stopbus naar het centraal station rijden en werd in 1978 vernummerd in lijn 26.

### Lijn 120
In 1980, bij de doortrekking van de metro naar het Centraal Station, begon CN met het omhoognummeren lijnnummers om doublures te vermijden; lijn 20 werd tot 120 vernummerd en ingekort tot Muiderpoortstation. In de spits reed een aantal ritten tot station Bijlmer, het nieuwe eindpunt van lijn 126.
In 1983 ging lijn 120 samen met lijn 126 via metrostation Kraaiennest (het nieuwe zondagseindpunt van de doorgetrokken lijn 126) en Diemen-Zuid rijden.
In 1994 werd CN opgedeeld (feitelijk teruggesplitst) in NZH en Midnet; lijn 120 was voortaan een Midnetlijn en reed vanuit Nieuwegein met bussen die door zowel CN, Westnederland als VAD waren ingebracht.
In 1999 fuseerden NZH en Midnet met de omringende streekvervoerders tot Connexxion; lijn 120 werd weer deels met Amsterdamse bussen gereden.
In december 2002 gingen lijnen 120 en 126 samen met lijnen 124, 125, 128 en 140 naar de BBA. Lijn 120 ging rijden vanuit Lage Weide (Utrecht) en Uithoorn waar het van oorsprong Brabantse bedrijf een aantal banen huurde van Connexxion (dat nog deels op lijn 126 en de opgeknipte 140 reed).
In 2006 toen het GVB het alleenrecht kreeg op busvervoer in Diemen, werden lijnen 120 en 126 ingekort tot station Bijlmer ArenA en omgeleid via Amstel III waar de garage inmiddels was gesloopt.
In december 2008 werden lijnen 120 en 126 weer Connexxionlijnen met inzet van bussen uit de garages Woerden en Uithoorn. Aanvankelijk werd lijn 120 tot station Maarssen ingekort en nam de route door de nieuwbouw van Breukelen over van de opgeheven lijn 124 en ging daarnaast via het station van Breukelen rijden. Station Amsterdam Holendrecht werd niet meer aangedaan. 
Na protesten over de opgeheven verbinding tussen Breukelen Markt en Utrecht Centraal werd besloten tot teruglegging. Omdat de personeelsroosters nog moesten worden aangepast werd de verbinding voorlopig verzorgd door een tijdelijk nieuwe lijn 20. Pas na enkele maanden werd de oude route van lijn 120 naar Utrecht Centraal hersteld. De ommetjes in Breukelen bleven echter bestaan in plaats van de rechtstreekse route langs de Straatweg maar station Maarssen werd niet meer aangedaan. Ook werd in beide richtingen weer het metro- en treinstation Amsterdam Holendrecht aangedaan.
Op 11 december 2016 werd de lijn overgenomen door Syntus Utrecht en kreeg daarmee voor de negende maal een andere exploitant. De lijn heeft bijna altijd en ook thans nog maandag tot en met zaterdag overdag om het half uur gereden en daar buiten om het uur maar sinds de overgang naar Syntus in de spits tussen Breukelen en Utrecht elk kwartier.
Op 15 december 2019 werd de lijn in Utrecht verlegd via de Prins Bernardlaan, Marnixlaan, Cartesiusweg en Vleutenseweg.
Met ingang van 11 december 2022 verviel de bediening van station Amsterdam Holendrecht weer zodat deze lijn via station Abcoude ging rijden.

#### Lijn 12
Op 15 december 2019 werd de lijn in Maarsen en Utrecht geïntegreerd met U-OV lijn 12 waarbij tussen de halte Op Buuren in Maarssen en Utrecht om en om wordt gereden.

#### Lijn 920/U-flex
Ter vervanging van de vervallen haltes op de Amsterdamsestraatweg werd tussen station Maarssen, Maarssen en Zuilen een buslijn 920 ingesteld die met kleine busjes wordt geëxploiteerd. Deze lijn werd op 31 augustus 2020 vervangen door U-flex.